# Culpa
Culpa (latin för "skuld") används ofta som en juridisk term för oaktsamhet eller vårdslöshet inom juridisk litteratur. Det markerar skillnaden mellan begreppet oaktsamhet eller vårdslöshet i vanligt tal och oaktsamhet eller vårdslöshet i lagens mening. Motsvarande adjektiv ("oaktsam, vårdslös") är culpös.
I vissa tillfällen, till exempel kontraktsförhållanden, råder en så kallad presumerad culpa. Svaranden antas då vara ansvarig tills det han bevisat motsatsen. Att bevisa motsatsen, det vill säga visa att man inte har varit vårdlös, kallas då att exculpera sig. Presumerad culpa är alltid utgångspunkten i kontraktsförhållanden[källa behövs] emedan det förväntas att parterna ska uppfylla det löfte de avgett i avtalet (pacta sunt servanda).